# Роусон, Уильям Роусон
Уильям Роусон Роусон (варианты передачи фамилии — Раусон и Росон; англ. Rawson William Rawson, 1812 — 20 ноября 1899) — английский статистик, один из основателей Лондонского королевского статистического общества; южноафриканский ботаник британского происхождения.

## Биография
Уильям Роусон Роусон родился в 1812 году.
В 1849 году женился на Софии Мари-Энн Уорд. У пары было восемь детей, включая Херберта (1852–1924) и Уильяма (1854—1932).
С 1854 по 1864 год служил колониальным секретарём на Мысе Доброй Надежды. В 1864 и 1869 году он был британским губернатором на Багамских Островах.
Уильям Роусон Роусон умер 20 ноября 1899 года.

## Научная деятельность
Уильям Роусон Роусон специализировался на папоротниковидных. Он описал несколько десятков видов растений.